# Tiếng Thượng Hải
Tiếng Thượng Hải (上海話; Thượng Hải thoại; bính âm: shànghǎihuà; tiếng Thượng Hải: zanhererau /zɑ̃.'he.ɦɛ.ɦʊ ˨˦˨˩/), đôi khi được gọi là phương ngữ Thượng Hải, là một phương ngữ tiếng Ngô nói ở thành phố Thượng Hải và khu vực xung quanh. Trong tiếng Ngô, nó đại diện cho các phương ngữ phía bắc. Với 14 triệu người nói, đây là dạng thức phổ biến nhất trong tiếng Ngô. Nó đóng vai trò là lingua franca của toàn bộ khu vực Đồng bằng Trường Giang.
Tiếng Thượng Hải cũng là một ngôn ngữ được viết và xác định rõ ràng, chỉ có 2 thanh điệu (cao và thấp), không giống như Quan thoại (có 4 thanh điệu), tiếng Quảng Đông (có 9 thanh điệu), tiếng Mân Nam (có 7 thanh điệu) và  tiếng Triều Châu (có 8 thanh điệu).

## Tình thế Thượng Hải-Quan thoại
Không giống như Quan thoại, việc sử dụng tiếng Thượng Hải không được khuyến khích trong các trường học, báo chí và radio . Bảng thông báo thường thấy ở các trường đại học Thượng Hải: "Người Thượng Hải hiện đại. Nói tiếng Quan thoại!" Tuy vậy, người ta vẫn thường nghe được tiếng Thượng Hải trên đài phát thanh, cũng như trên truyền hình - một series là Nie Zhai ("món nợ của quỷ") đã được phát bằng phương ngữ này. Phiên bản Quan thoại sau đó được ưu tiên lồng tiếng. Năm 2004, một phiên bản Tom và Jerry tiếng Thượng Hải bị cấm phát sóng.
Vào tháng 8 năm 2005, các công văn báo cáo rằng tiếng Thượng Hải sẽ được dạy trong trường trung học, gây ra nhiều tranh cãi. Những người ủng hộ cải cách cầu mong một lợi ích văn hóa, còn những người phản đối lập luận rằng cải cách sẽ khuyến khích sự phân biệt đối xử về nguồn gốc của học sinh: Người dân Thượng Hải có tiếng là ưa châm biếm, đôi khi kiêu ngạo tự hào về bản sắc riêng của họ, coi thường người Trung Quốc từ các tỉnh khác.
Vào tháng 9 năm 2005, Chính quyền thành phố Thượng Hải đã phát động Chương trình nói Quan thoại tại Thượng Hải. Nhân viên ngành dịch vụ sẽ được yêu cầu gặp gỡ khách hàng của họ bằng Quan thoại và phải vượt qua bài kiểm tra trình độ Quan thoại vào năm 2010. Những người có trình độ tiếng phổ thông kém hoặc phát âm chưa "chuẩn xác" sẽ phải tham gia các khóa bồi dưỡng.